# وندل راؤول غونسالفيس غوميز
وندل راؤول غونسالفيس غوميز (بالبرتغالية: Wendel Raul Gonçalves Gomes‏) (25 مايو 1984 بساو باولو في البرازيل - ) هو لاعب كرة قدم برازيلي في مركز الوسط. لعب مع سانتو أندريه ولاسك لينتس ونادي فورتاليزا ونادي كورينثيانز ويونيفرسيتاتيا كرايوفا ونادي إيتوانو وUberlândia Esporte Clube ‏ وGuaratinguetá Futebol ‏ ونادي ميراسول ونادي بوا إيسبورت.

## وصلات خارجية
- وندل راؤول غونسالفيس غوميز على موقع Soccerway.com (الإنجليزية)
- وندل راؤول غونسالفيس غوميز على موقع عالم كرة القدم.نت (الإنجليزية)